# Хешель, Абрам Иешуа
Абрам Иешуа Хешель (1907—1972) — американский раввин польского происхождения, один из ведущих еврейских теологов и философов XX столетия. Был профессором еврейской мистики в Еврейской богословской семинарии Америки. Автор популярных книг по еврейской философии и активный деятель Движения за гражданские права.

## Биография
Родился в 1907 году. Был младшим из шести детей. В 1916, когда мальчику было девять лет, его отец Моше Мордехай умер. После ешивы Абрам Хешель поступил в Берлинский университет. Он также вступил в группу поэтов, писавших на идиш, а в 1933 опубликовал книгу стихов Der Shem Hamefoyrosh: Mentsch, которую посвятил отцу.
В 1938 арестован гестапо и депортирован в Польшу. Её он смог покинуть всего за несколько недель до немецкого вторжения. Это стало возможным благодаря усилиям Джулиана Моргенштерна, хлопотавшего в США об американских визах для еврейских интеллектуалов из Европы.
Сестра Хешеля Эстер погибла при немецкой бомбардировке. Его мать была убита нацистами, две другие сестры погибли в концлагерях. По этой причине раввин никогда больше не приезжал в Германию, Австрию и Польшу.
С марта 1940 он жил в Нью-Йорке. Работал в Hebrew Union College (реформистский иудаизм) в Цинциннати. В 1946 занял пост в Еврейской богословской семинарии (консервативный иудаизм). Вплоть до своей смерти в 1972 году был здесь профессором еврейской этики и каббалы.

## Семья
10 декабря 1946 года в Лос-Анджелесе женился на пианистке Сильвии Штраус. Их дочь Сюзанна стала еврейским учёным. Архив Хешеля хранится в Университете Дьюка.

## Идеология

### Влияние за пределами иудаизма
Работы Хешеля по иудейской теологии, особенно Man Is Not Alone, God in Search of Man, The Sabbath и The Prophets весьма популярны. Он посетил Второй Ватиканский собор, представляя там американских евреев и старался убедить Католическую церковь убрать из литургии антисемитские элементы. Хешель считал, что ни одна из религий не обладает монополией на религиозную истину как таковую.

## Избранная библиография
- The Earth Is the Lord’s: The Inner World of the Jew in Eastern Europe. 1949. ISBN 1-879045-42-7
- Man Is Not Alone: A Philosophy of Religion. 1951. ISBN 0-374-51328-7
- The Sabbath: Its Meaning for Modern Man. 1951. ISBN 1-59030-082-3
- Man’s Quest for God: Studies in Prayer and Symbolism. 1954. ISBN 0-684-16829-4
- God in Search of Man: A Philosophy of Judaism. 1955. ISBN 0-374-51331-7
- The Prophets. 1962. ISBN 0-06-093699-1
- Who Is Man? 1965. ISBN 0-8047-0266-7
- Israel: An Echo of Eternity. 1969. ISBN 1-879045-70-2
- A Passion for Truth. 1973. ISBN 1-879045-41-9
- Heavenly Torah: As Refracted Through the Generations. 2005. ISBN 0-8264-0802-8
- Torah min ha-shamayim be’aspaklariya shel ha-dorot; Theology of Ancient Judaism. [Hebrew]. 2 vols. London: Soncino Press, 1962. Third volume, New York: Jewish Theological Seminary, 1995.
- The Ineffable Name of God: Man: Poems. 2004. ISBN 0-8264-1632-2
- Kotsk: in gerangl far emesdikeyt. [Yiddish]. 2 v. (694 p.) Tel-Aviv: ha-Menorah, 1973. Added t.p.: Kotzk: the struggle for integrity (A Hebrew translation of vol. 1, Jerusalem: Magid, 2015). A Passion for Truth is an adaptation of this larger work.
- Der mizrekh-Eyropeyisher Yid (идиш The Eastern European Jew‎). 45 p. Originally published: New-York: Shoken, 1946.
- Abraham Joshua Heschel: Prophetic Witness & Spiritual Radical: Abraham Joshua Heschel in America, 1940—1972, biography by Edward K. Kaplan ISBN 0-300-11540-7
- «The Encyclopedia of Hasidism» edited by Rabinowicz, Tzvi M.: ISBN 1-56821-123-6 Jason Aronson, Inc., 1996.

## Память
В честь р. Хешеля названы четыре школы в США и Канаде и шоссе в штате Миссури.